# Třída Catinat
Třída Catinat byla třída chráněných křižníků francouzského námořnictva určených pro službu v koloniích. Celkem byly postaveny dvě jednotky této třídy. Ve službě byly v letech 1898–1911. Obě byly ze služby vyřazeny a sešrotovány.

## Stavba
Celkem byly postaveny dvě jednotky této třídy. Měly sloužit především k průzkumu a službě ve francouzských koloniích. Konstrukčně navazovaly na třídu Descartes. Do služby byly přijaty v letech 1898–1899. Stavbu provedly francouzské loděnice a Forges et Chantiers de la Gironde v Bordeaux.
Jednotky třídy Catinat:
| Jméno   | Loděnice                  | Založení kýlu | Spuštěna         | Vstup do služby | Poznámka      |
| ------- | ------------------------- | ------------- | ---------------- | --------------- | ------------- |
| Catinat | F. C. de la Méditerrranée | únor 1894     | 8. října 1896    | leden 1898      | Vyřazen 1911. |
| Protet  | S. C. de la Gironde       | březen 1896   | 6. července 1898 | únor 1899       | Vyřazen 1910. |

## Konstrukce

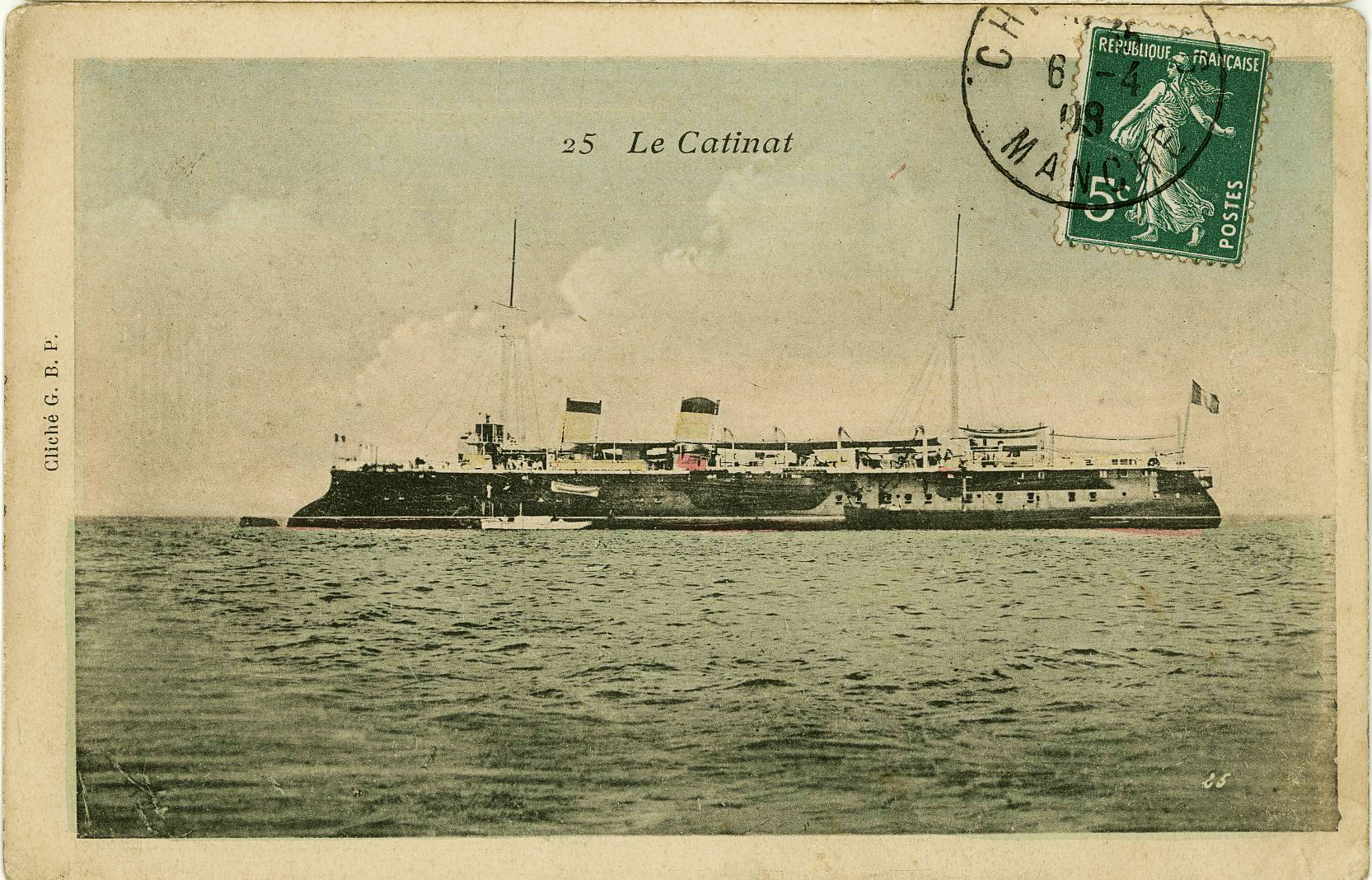
Catinat

Hlavní výzbroj tvořily čtyři 165mm kanóny, které doplňovalo deset 100mm kanónů. Dále nesly deset 47mm kanónů, čtyři 37mm kanóny, dva 350mm torpédomety a až 50 námořních min. Plavidla chránil ocelový pancíř. Jeho základem byla 25–45mm pancéřová paluba se 60mm skloněnými konci. Pancéřování chránilo rovněž štíty děl a můstek. Pohonný systém tvořilo šestnáct kotlů Belleville a dva parní stroje s trojnásobnou expanzí o výkonu 9500 hp, pohánějící dva lodní šrouby. Nejvyšší rychlost dosahovala 19,5 uzlu u prototypového křižníku Catinat a 20 uzlů u sesterského křižníku Protet. Dosah byl 6000 námořních mil při rychlosti 10 uzlů.